# 颱風巴蓬 (2019年)
颱風巴蓬（英語：Typhoon Phanfone，國際編號：1929，聯合颱風警報中心：WP302019，菲律賓大氣地球物理和天文服務管理局：Ursula）是2019年太平洋颱風季第29個被命名的風暴。「巴蓬」一名由老撾提供，是老撾文「動物」的意思。
因應「巴蓬」對菲律賓的嚴重破壞，菲律賓提出除名的要求，並於2020年2月舉行的第52次颱風委員會會議上獲該會接納。新名由「洛鞍」取代。

## 發展過程
12月19日上午1時15分，一個熱帶擾動在波納佩島西南方海域生成，美國海軍研究實驗室給予擾動編號98W。
12月20日上午2時，日本氣象廳將其升格為熱帶低氣壓。下午1時45分，聯合颱風警報中心將其評級提升為「中」。
12月21日上午11時，聯合颱風警報中心將其評級提升為「高」，並對其發布熱帶氣旋形成警報。下午2時，日本氣象廳對其發布烈風警報。同時，台灣中央氣象局將其升格為熱帶低氣壓，給予編號35，並對其發布路徑預測。
12月22日上午5時，聯合颱風警報中心將其升為熱帶性低氣壓，給予熱帶氣旋編號30W。上午8時，日本氣象廳將其升格為熱帶風暴，給予國際編號1929，並命名「巴蓬」。同時，台灣中央氣象局將其升格為輕度颱風。下午5時，聯合颱風警報中心將其升格為熱帶風暴。
12月24日凌晨2時，日本氣象廳將其升格為強烈熱帶風暴，不久後，中國國家氣象中心將其升格為強熱帶風暴。上午8時，聯合颱風警報中心將其升格為颱風。下午2時，日本氣象廳將其升格為颱風，同時，台灣中央氣象局將其升格為中度颱風。下午4時45分，菲律賓大氣地球物理和天文服務管理局宣布巴蓬於東薩馬省的薩爾塞多登陸。下午5時，中國國家氣象中心將其升格為颱風，晚間7時，香港天文台將其升格為颱風。
12月25日上午11時，中國國家氣象中心將其升格為強颱風。晚間8時，中國國家氣象中心將其降格為颱風。
12月27日上午11時，日本氣象廳將其降格為強烈熱帶風暴。下午2時，聯合颱風警報中心將其降格為熱帶風暴。
12月28日上午8時，香港天文台將其降格為熱帶低氣壓。上午10時，中國國家氣象中心將其降格為熱帶低壓。下午2時，日本氣象廳將其降為熱帶低氣壓。下午5時，聯合颱風警報中心跟隨。
12月29日上午5時，聯合颱風警報中心對其發布最後警告。

### 事後調整
聯合颱風警報中心在2020年9月16日發布的最佳路徑中，把巴蓬的巔峰風速調整為105節（每小時195公里）。

## 影響

### 菲律賓
當地發出之最高颱風警報：三號風暴信號
12月23日上午8時，巴蓬進入菲律賓大氣地球物理和天文服務管理局責任範圍，菲律賓大氣地球物理和天文服務管理局將其命名為Ursula，並對東薩馬省、迪納加特群島、及北蘇里高省發出一號風暴信號。下午5時，菲律賓大氣地球物理和天文服務管理局對東薩馬省的圭安發出二號風暴信號。
12月24日下午2時，菲律賓大氣地球物理和天文服務管理局對北薩馬省、薩馬省、東薩馬省、比利蘭省、禮智省、及卡莫特斯群島發出三號風暴信號。
下午4時45分，菲律賓大氣地球物理和天文服務管理局宣布該系統於東薩馬省的薩爾塞多登陸。
巴逢颱風在菲律賓造成至少50人死亡、142人受傷和5人下落不明，還有至少2萬名旅客及157艘船隻被困在港口、另有至少150架航班取消。
隨著巴逢逐漸離開菲律賓，菲律賓大氣地球物理和天文服務管理局於26日下午5時解除解除所有信號。

### 中國大陸
當地發佈之最高熱帶氣旋警告信號： 颱風藍色預警信號
在12月25日上午10時發布颱風藍色預警信號。
在12月28日上午10時解除颱風藍色預警信號。

#### 海南
當地發佈之最高熱帶氣旋警告信號： 颱風藍色預警信號
在12月25日下午4時10分發布颱風藍色預警信號。

## 永久除名
由于巴蓬在菲律賓造成災難性破壞，颱風委員會決定將「巴蓬」除名，新名由「洛鞍」取代。

## 熱帶氣旋警告使用記錄

### 菲律賓
| 菲律賓大氣地球物理和天文服務管理局 風暴信號 | 菲律賓大氣地球物理和天文服務管理局 風暴信號 | 菲律賓大氣地球物理和天文服務管理局 風暴信號 |
| ------------------------------------------- | ------------------------------------------- | ------------------------------------------- |
| 上一熱帶氣旋                                | 一號風暴信號                                | 下一熱帶氣旋                                |
| 颱風北冕                                    | 一號風暴信號                                | 颱風黃蜂                                    |
| 颱風北冕                                    | 二號風暴信號                                | 颱風黃蜂                                    |
| 颱風北冕                                    | 三號風暴信號                                | 颱風黃蜂                                    |

### 中國大陸
| 国家气象中心 颱風預警信號 | 国家气象中心 颱風預警信號 | 国家气象中心 颱風預警信號 |
| ------------------------- | ------------------------- | ------------------------- |
| 上一熱帶氣旋              | 颱風藍色預警信號          | 下一熱帶氣旋              |
| 強颱風北冕                | 颱風藍色預警信號          | 熱帶風暴鸚鵡              |

## 外部連結
| 太平洋颱風季             |
| 主題頁 - 專題 - 編輯指南 |

- （日語）日本氣象廳首頁 （页面存档备份，存于）
- （英文）聯合颱風警報中心首頁 （页面存档备份，存于）
- （简体中文）中國國家氣象中心首頁
- （繁體中文）臺灣中央氣象局首頁 （页面存档备份，存于）
- （繁體中文）香港天文台首頁 （页面存档备份，存于）
- （繁體中文）澳門地球物理暨氣象局首頁 （页面存档备份，存于）
- （英文）菲律賓大氣地球物理和天文管理局 惡劣天氣公告
- （泰文）泰國氣象局首頁 （页面存档备份，存于）